# 三代目海沼実
三代目 海沼 実（さんだいめ かいぬま みのる、1972年10月13日 - ）は、東京都出身の作曲家。音楽教育家、歌唱指導者。

## 経歴
実母は川田三姉妹として知られた童謡歌手川田美智子（現：海沼美智子）で、2人兄弟の長男。
戦後期を代表する童謡歌手川田正子と川田孝子を伯母に持つ音楽一家に育った。
「みかんの花咲く丘」や「里の秋」「お猿のかごや」等の作曲で知られる童謡作曲家で祖父の海沼實が急逝した翌年、月命日に生まれたことから同名を名づけられた。ちなみに海沼実は本名で、戸籍上では祖父が旧字体の「實」を用いることで区別されている。
幼少の折には歌手としても活動しており、ヤン坊マー坊天気予報のマー坊役としてCM曲を歌唱したり、海外公演などの経歴も持つ。
明治大学付属中野高等学校在学中に税の作文で全国一位「国税庁長官賞」を受賞し、推薦で明治大学文学部へ進学。
その後、明治大学文学部史学地理学科（日本史学専攻）に進み、木村礎元学長に師事して近世音楽史を専攻した。
また、卒業後には桐朋学園大学ディプロマコースに進み、木村俊光に師事して声楽（バリトン）も専攻している。
祖父海沼實が創設した合唱団音羽ゆりかご会を率いて演奏活動を行い、イタリアのゼッキーノ・ドーロを始めとする各国の音楽祭などで作曲家としての入賞経験を持つ。
NHKラジオ深夜便や毎日小学生新聞のコラムでレギュラーを務める一方、自ら設立した全日本音楽教室指導者連合会を組織して音楽指導者の育成を行う。2018年には童謡100年を機に創設された童謡保存団体日本童謡学会の初代理事長に就任。
音羽ゆりかご会会長、全日本音楽教室指導者連合会会長、一般社団法人日本童謡学会理事長、NPO法人日本カラオケ歌唱力検定協会理事長、一般社団法人日本歌手協会監事、品川区少林寺拳法連盟会長、東京都公安局警察署協議会（荏原警察署）会長、金剛禅総本山少林寺本山委員、保護司などを務る。2017年紺綬褒章受章。

## 著書
- 『童謡 心に残る歌とその時代』（NHK出版、2003年）
- 『まだまだ歌は上手くなる』（ノースランド出版、2007年）
- 『正しい唱歌・童謡のススメ』（ノースランド出版、2007年）
- 『まだまだ歌は上手くなるII』（ノースランド出版、2007年）
- 『まだまだ歌は上手くなるIII』（ノースランド出版、2008年）
- 『最後の童謡作曲家 海沼實の生涯 - 天才作曲家の一生と名作の誕生秘話』（ノースランド出版、2009年）
- 『発声の達人』（ノースランド出版、2010年）
- 『海沼実の歌の教科書』（東京新聞、2011年）
- 『海沼実のうたほん』（東京新聞、2012年）
- 『99％の人は歌がうまくなる』（実業之日本社、2013年）
- 『海沼実の唱歌童謡 読み聞かせ』（東京新聞、2017年）
- 『海沼実の唱歌童謡 読み聞かせ２』（東京新聞、2020年）

## 放送出演
- NHK『ラジオ深夜便』（～2004年まで毎月第1木曜翌午前3時～4時生放送）「童謡とその時代」パーソナリティー
- NHK『ラジオ深夜便』（～2017年まで隔月第1木曜翌午前1時～2時生放送）「三代目海沼実の歌の世界」パーソナリティー
- NHK『助けて!きわめびと』第24回「オンチをなくしたい」に歌唱指導の達人として出演